# Eilema ruptifascia
Eilema ruptifascia là một loài bướm đêm thuộc phân họ Arctiinae, họ Erebidae.